# K1 (wieżowiec)
K1 potocznie Błękitek – budynek biurowy znajdujący się w Krakowie, w dzielnicy II Grzegórzki przy alei Pokoju 1 obok Ronda Grzegórzeckiego, na Grzegórzkach.
Mierzy wraz z iglicami 105 metrów (77 metrów do szczytu elewacji), ma 20 kondygnacji. Jest najwyższym budynkiem w mieście oraz jest to najwyższy wieżowiec biurowy, tzw. „budynek inteligentny”.

## Podstawowe informacje
- Wysokość całkowita: 105 m
- Wysokość do dachu: 77 m[1]
- Kondygnacje: 20
- powierzchnia biurowa: 16 000 m²
- powierzchnia piętra: 1900 m²
- parking podziemny (pod częścią niską)
- parking w około budynku

## Historia
Historia budynku sięga początku lat 70. XX wieku. Planowano budowę większej ilości podobnej wysokości wieżowców w rejonie Grzegórzek (tzw. „krakowski Manhattan”). Oprócz dzisiejszego K1, powstał jedynie bliźniaczej formy i konstrukcji Unity Tower (dawniej: Biurowiec NOT), którego budowa rozpoczęła się w 1975 roku, została przerwana w 1979, a w 2016 została wznowiona i ostatecznie ukończona w 2020.
W 1972 rozpoczęto wznoszenie wieżowca według projektu architekta Janusza Ingardena, jako budynek Robotniczej Spółdzielni Wydawniczej „Prasa” (stąd skrótowa nazwa RSW „Prasa”). W 1975 roku, budynek został zamknięty w stanie surowym – próby wytrzymałościowe ukazały, że konstrukcja nie jest w stanie wytrzymać ciężaru maszyn drukarskich, do produkcji gazet. Powstały budynek miał kolor pomarańczowo-żółty i nowatorskie, jak na ówczesne czasy szyby pokryte bardzo cienką warstwą złota, które jednak okazały się bardzo nietrwałe i nieodporne na warunki zewnętrzne.
W połowie lat 90. XX wieku, wieżowiec kupiła Szwedzka firma Swede Center Ltd., która wedle pierwotnych planów miała zburzyć wieżowiec i zbudować nowy kompleks. Ustalono jednak, że bardziej opłacalne byłoby odremontowanie budynku i dostosowanie do nowocześniejszych standardów. Architektoniczny projekt przebudowy wykonali: Krzysztof Kiendra  - główny projektant, Wacław Kujbida i Adam Reczek - współprojektanci, przy współpracy: Witolda Nowaka, Marty Lipskiej, Zbigniewa Filipka oraz: Thomasa Wahlberga, Mariusa Lorentzena i Jarosława Dąbrowskiego. Przebudowa ruszyła w 1996 roku i zakończyła się w 1998. W tym czasie, w trakcie całkowitej przebudowy wieżowca, wzmocniono i nieco zmodyfikowano jego konstrukcję, zwiększono powierzchnię biurową, obniżono 4 najwyższe piętra, ale dobudowano 5 nowych, skośnych i pokryto błękitnym szkłem sprowadzonym z Luksemburga, czemu zawdzięcza on swoją nieoficjalną, ale najpopularniejszą nazwę. Przebudowany wieżowiec zyskał nową nazwę: „Cracovia Business Center”. Modernizacja biurowca została nagrodzona w konkursie pod patronatem marszałka województwa małopolskiego tytułem „Budowa Roku 1998” za projekt i realizację. Po przebudowie większość powierzchni biurowej wynajął Bank BPH, a po 2008 roku Bank Pekao.
W 2014 roku wieżowiec przeszedł kolejną modernizację, tym razem wewnątrz, bez zmieniania charakterystycznej formy zewnętrznej. Zmienił również nazwę z „Cracovia Business Center” na „K1”.

## Galeria

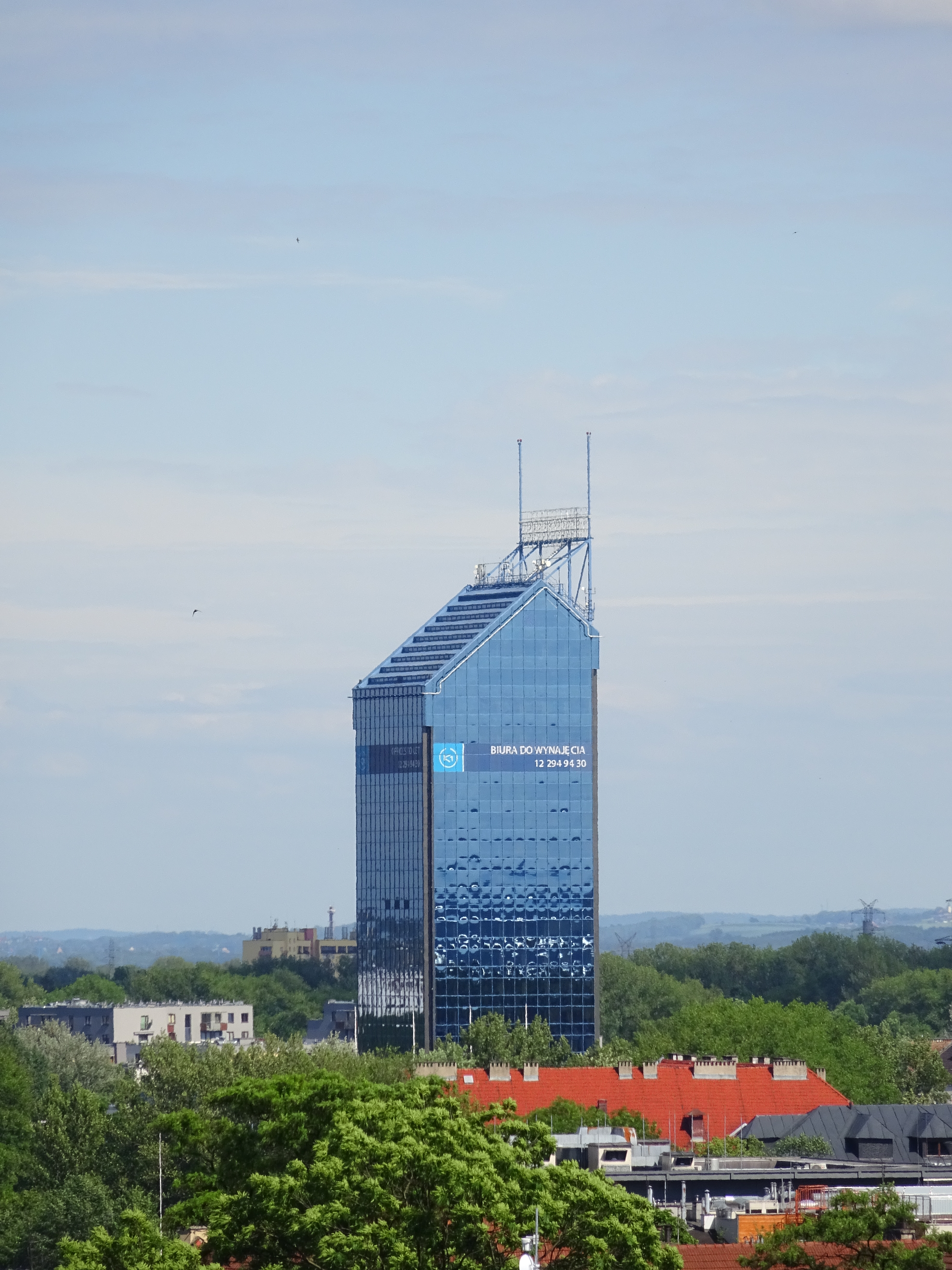
Widok z dachu Akademii Muzycznej
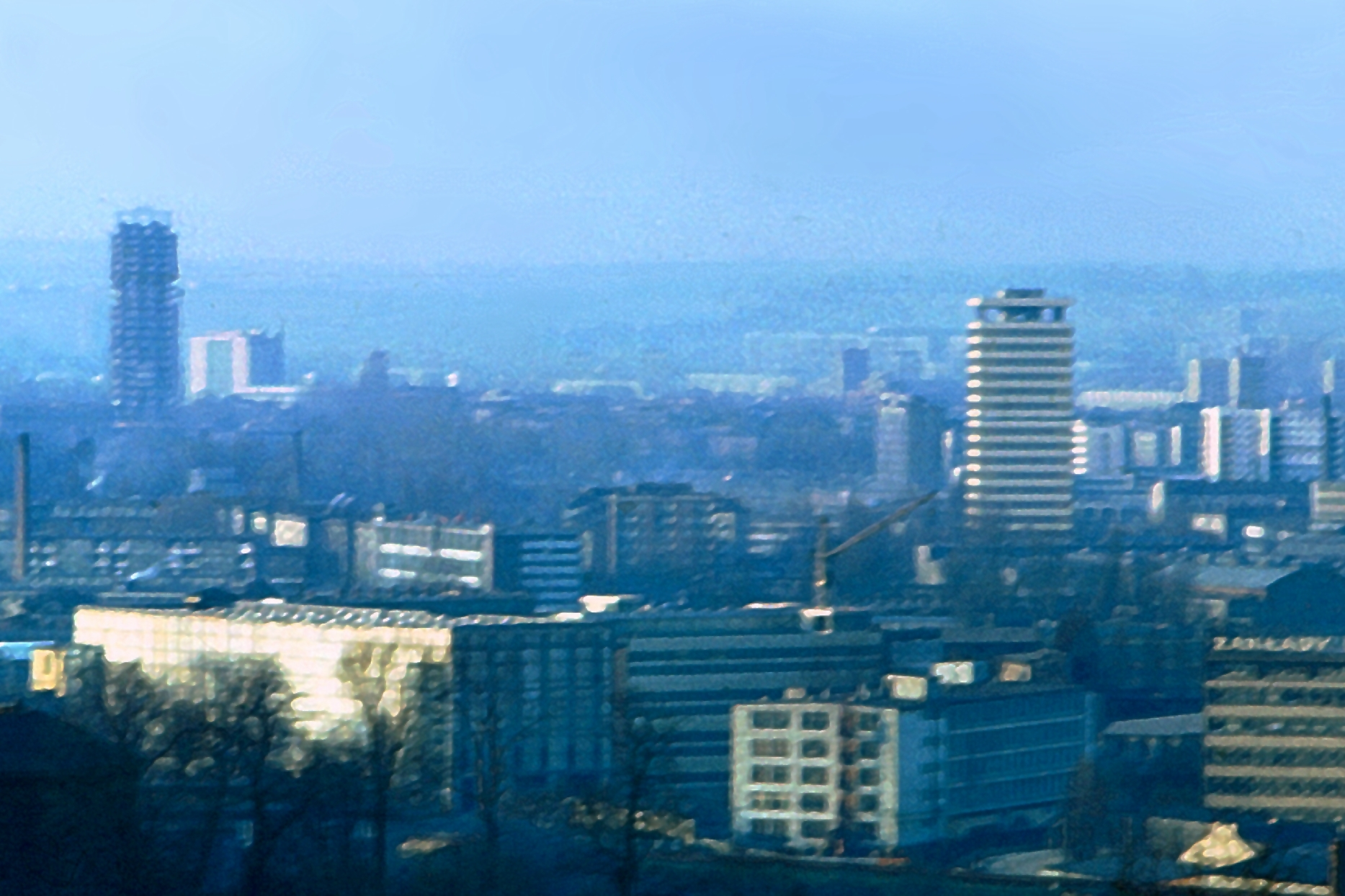
Po prawej Błękitek przed modernizacją, w głębi po lewej Szkieletor (1980)
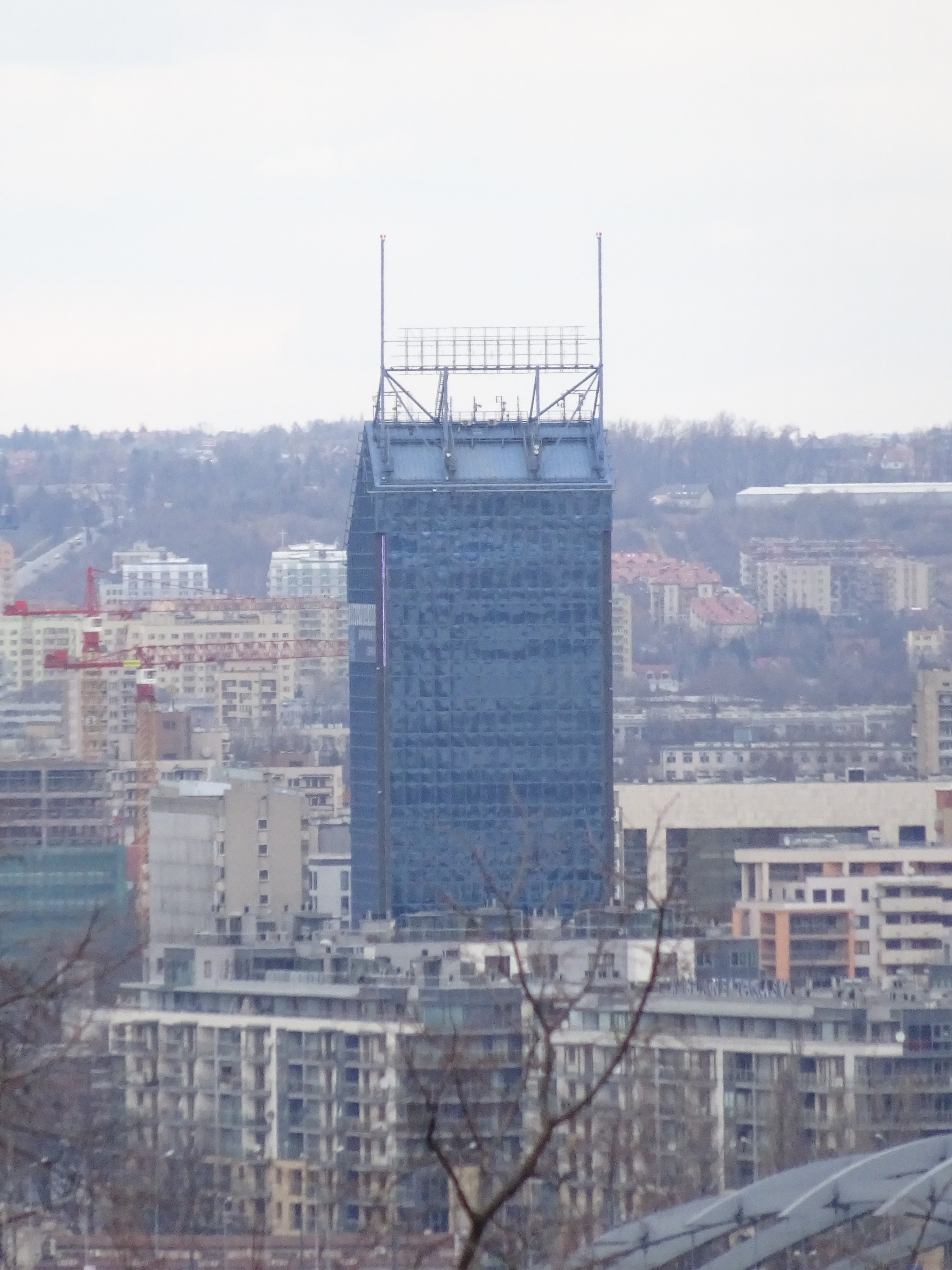
Widok wieżowca ze szczytu Kopca Krakusa
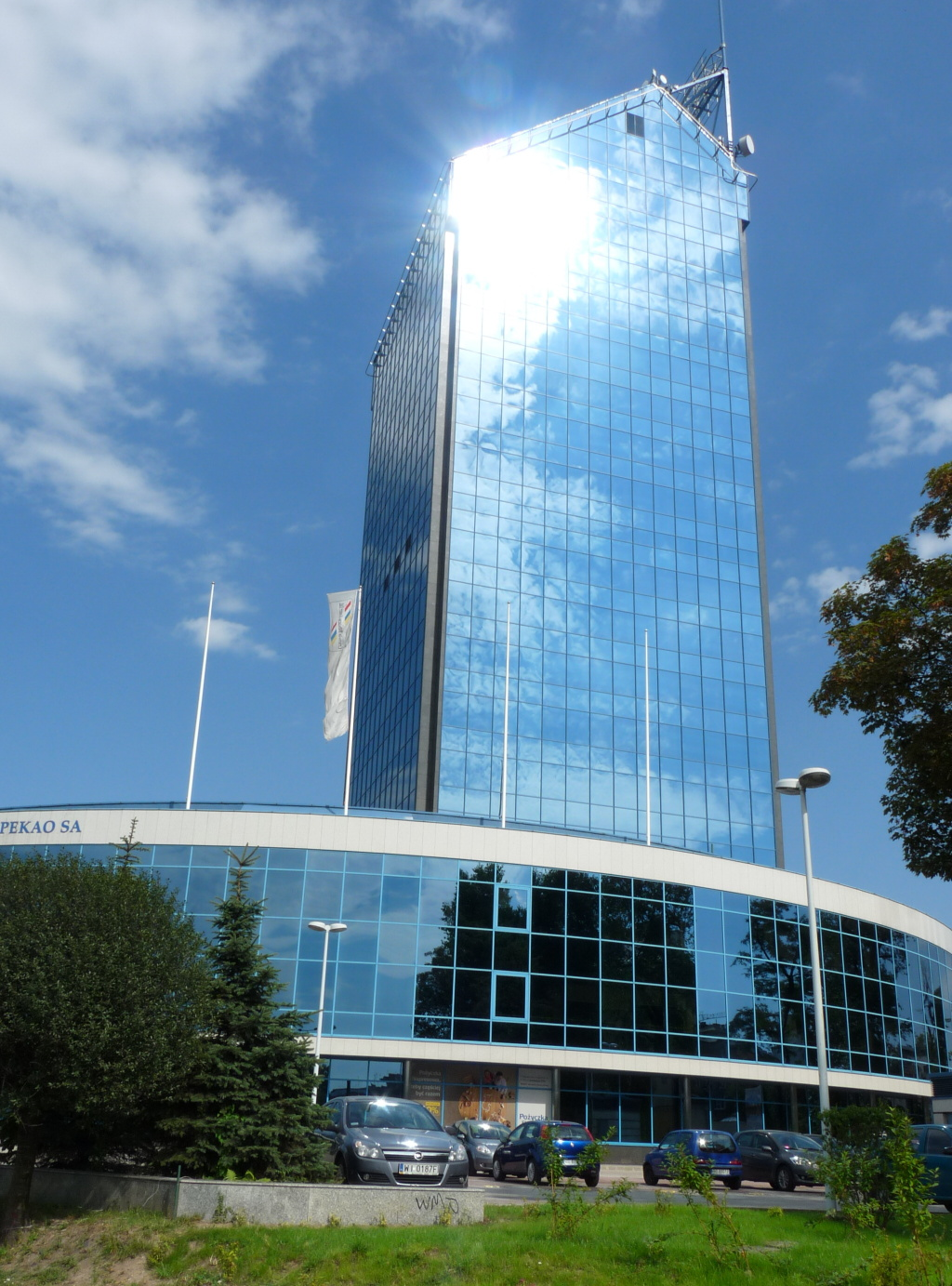
Widok od Ronda Grzegórzeckiego (2009)
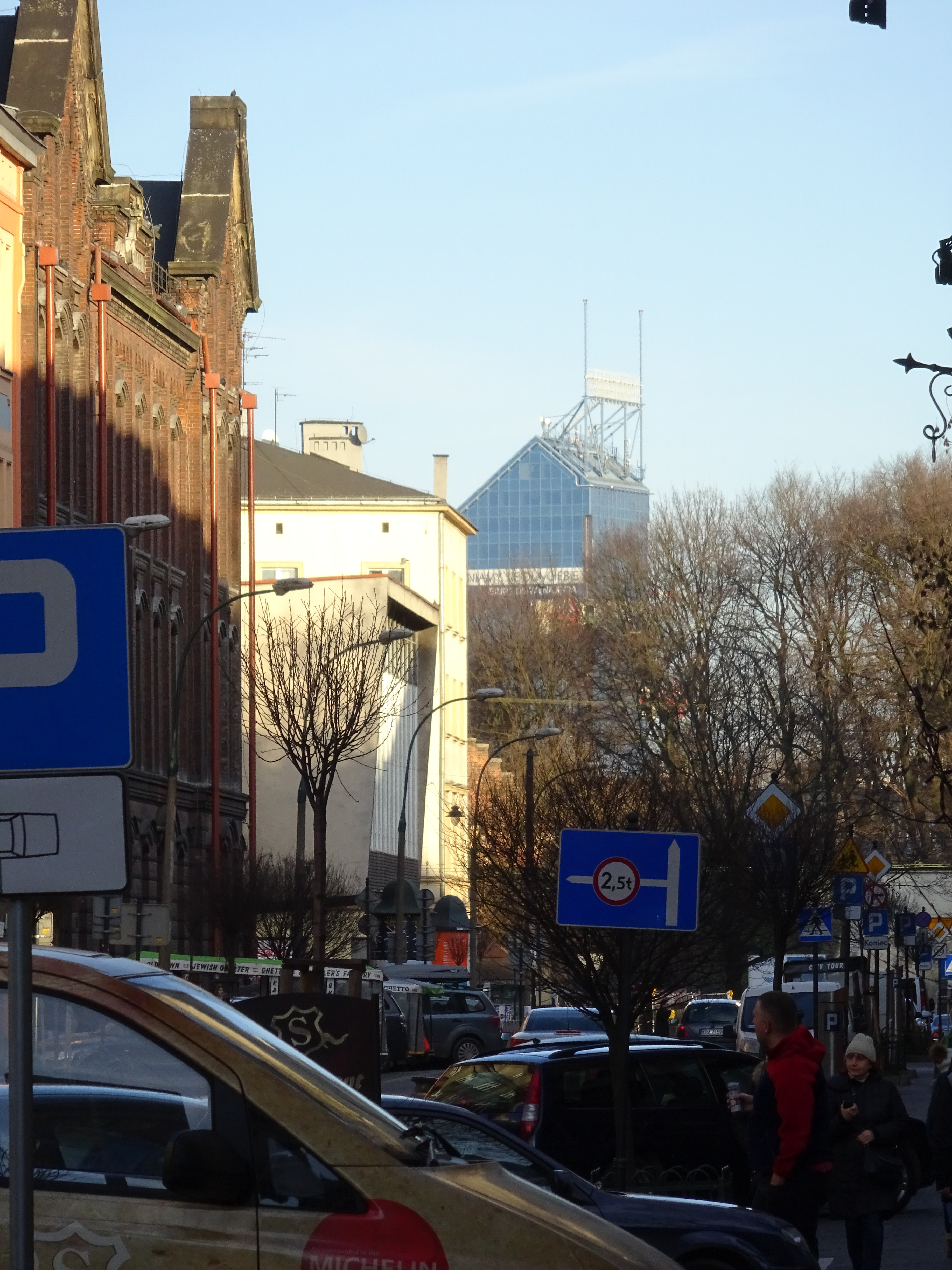
Błękitek – widok z ul. Miodowej
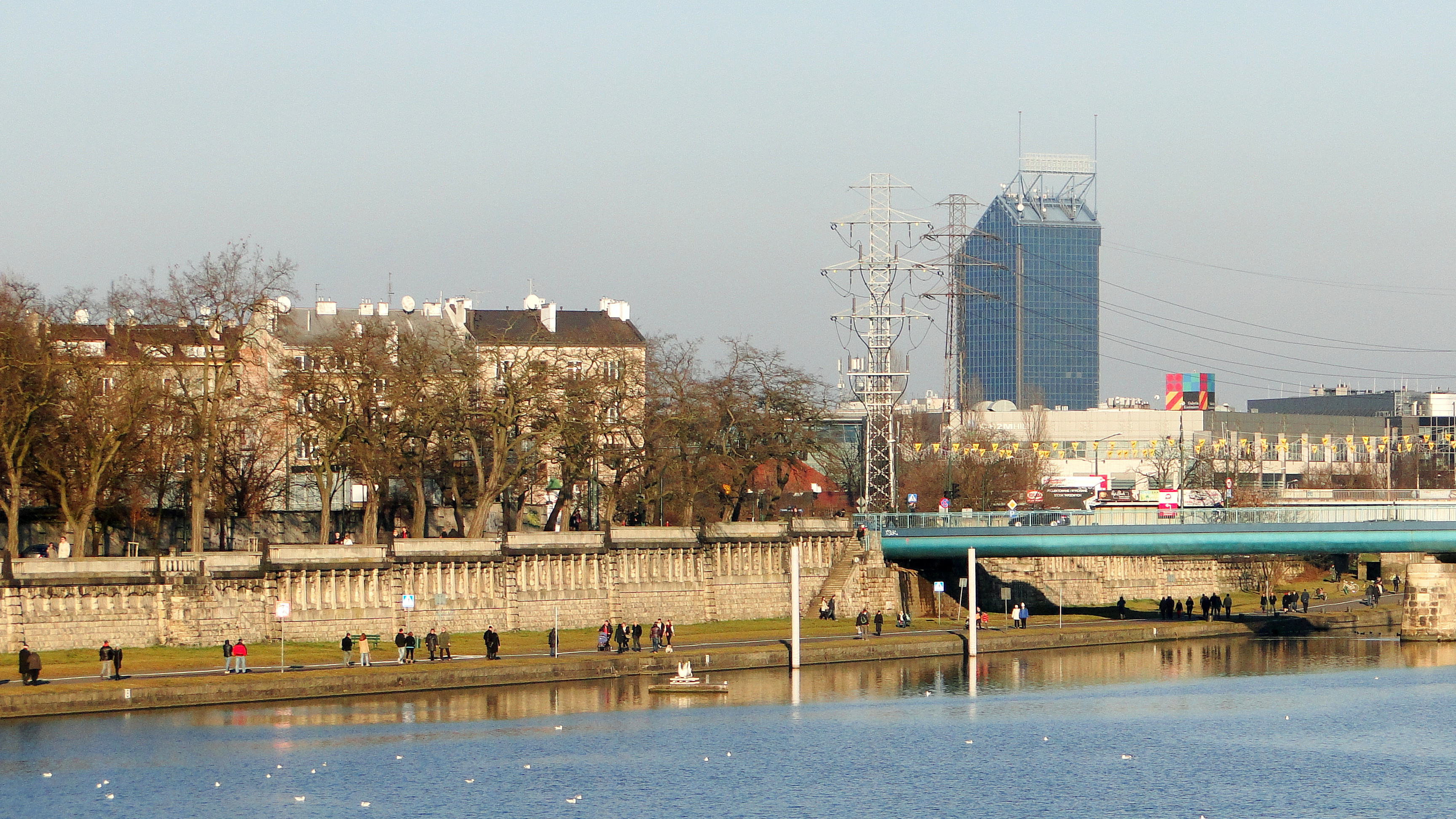
Widok na Błękitek z Bulwarów Wiślanych
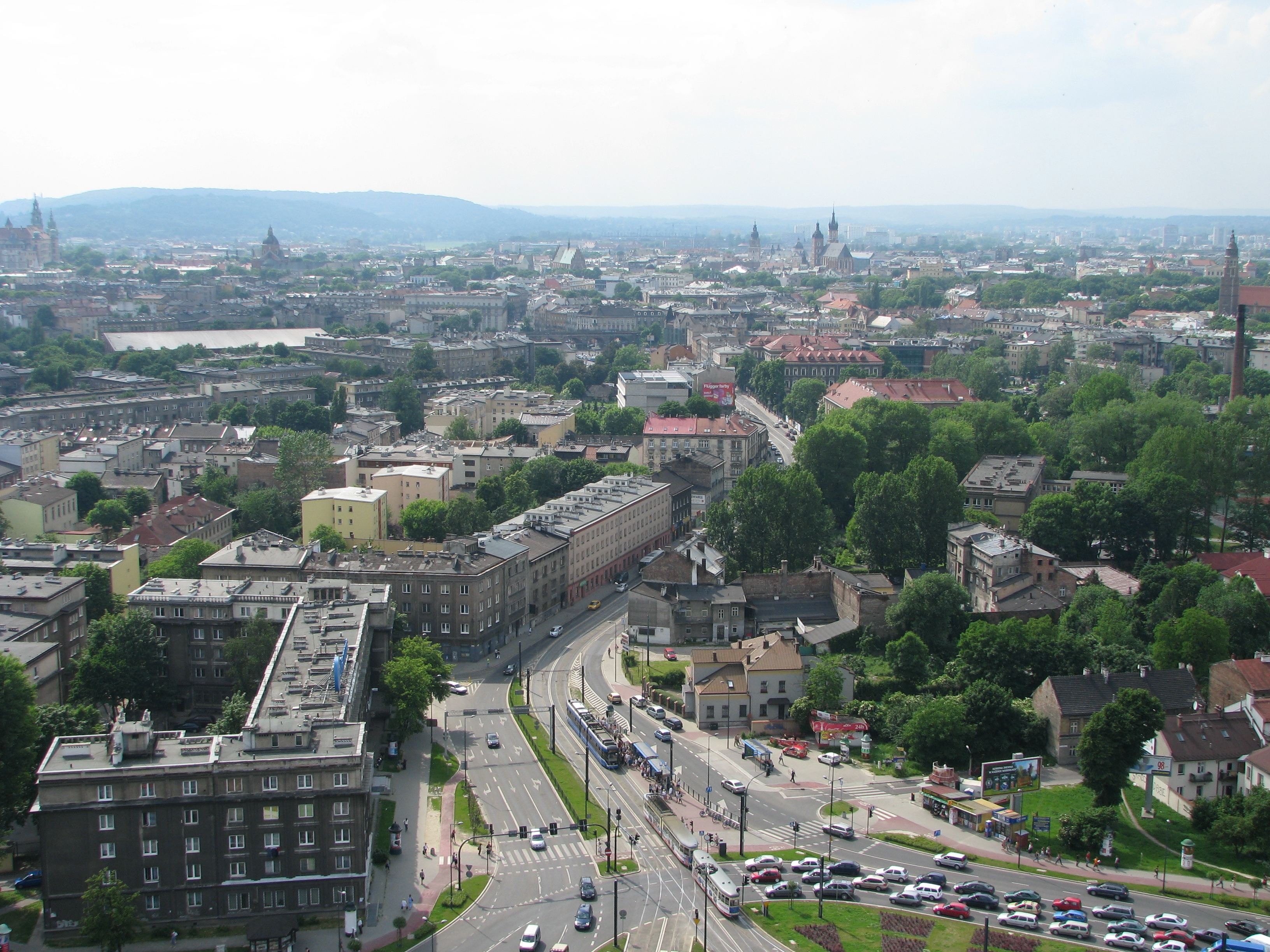
Widok z wieżowca na Stare Miasto
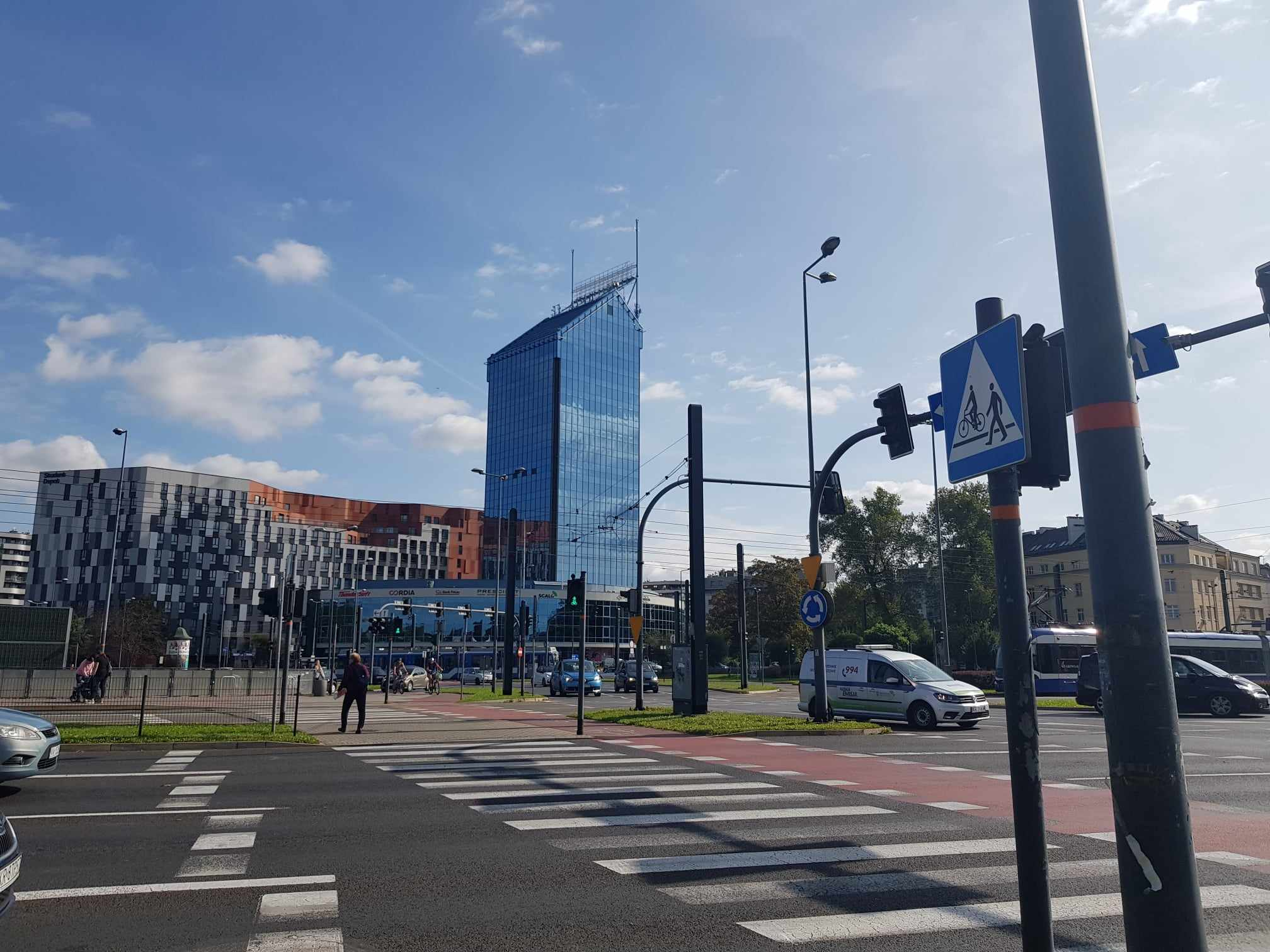
Błękitek widoczny z Ronda Grzegórzeckiego